# George von Engelbrechten
Georg von Engelbrechten (né le 30 avril 1855 à Neustadt am Rübenberge et mort le 6 octobre 1935 à Eberswalde) est un général d'infanterie prussien.

## Biographie

### Origine
Il vient de la famille Engelbrechten (de) anoblie en 1728. Ses parents sont le lieutenant-colonel Karl von Engelbrechten (1821–1907) et sa femme Sophie, née von Hattdorf (de) (1820–1903). Le lieutenant général prussien Maximilian von Engelbrechten (de) (1851–1911) est son frère aîné.

### Carrière militaire
Engelbrechten, issu du corps de cadets, rejoint le 19 avril 1873 le 7e bataillon de chasseurs à pied (de) à Bückeburg en tant que Fähnrich. Il y est promu Leutnant le 15 octobre 1874. Le 1er octobre 1877, il prend le commandement pendant un an à Hildesheim du 79e régiment d'infanterie (de). À son retour, Engelbrechten sert comme adjudant du 1er octobre 1881 au 1er août 1885 et entre-temps, il est promu Oberleutnant le 20 septembre 1884. À ce titre, Engelbrechten prend un commandement à l'Académie de guerre du 1er octobre 1885 au 21 juillet 1888. En même temps qu'il est promu Hauptmann, il est nommé commandant de compagnie dans le 2e bataillon de chasseurs de Poméranie le 19 novembre 1889. Au sein du bataillon, Engelbrechten devient commandant adjoint avec la promotion au grade de major le 18 août 1900. Le 18 mai 1901, il est transféré à Hambourg pour y servir comme commandant du III. bataillon du 76e régiment d'infanterie jusqu'au 21 mars 1907. En tant que lieutenant-colonel (depuis le 16 février 1907) Engelbrechten rejoint ensuite l'état-major du 5e régiment de grenadiers à Dantzig. Il prend ensuite la tête du régiment le 22 mars 1910 avec une promotion au grade de colonel. Après trois ans, il est promu major général le 18 avril 1913 et commandant de la 69e brigade d'infanterie (de) à Graudenz.
Avec le déclenchement de la Première Guerre mondiale, la brigade est déployée sur le front de l'Est après des escarmouches aux frontières, d'abord à la bataille de Gumbinnen et à la bataille de Tannenberg. Elle prend part ensuite à la bataille des lacs de Mazurie et à la bataille de Łódź . Le 4 mars 1915, Engelbrechten est nommé commandant de la 50e division d'infanterie nouvellement formée, avec laquelle il se déplace sur le front occidental en Champagne. De la mi-avril à début novembre 1916, ses troupes combattent à la bataille de Verdun et prennent part à la prise du fort de Vaux. De novembre 1916 à fin février 1917, la division combat en Argonne puis rejoint la 7e armée dans l'Aisne, où elle résiste à plusieurs reprises contre les attaques des Français dans la bataille du Chemin des Dames. Entre-temps, il est promu au grade de lieutenant général le 22 mars 1917, Engelbrechten reçoit l'ordre de l'Aigle rouge avec les feuilles de chêne, des épées et la couronne en février 1918 Le 1er juillet 1918, il quitte le commandement de la division et est nommé gouverneur de Riga et Dünamünde.
À sa propre demande, Engelbrechten est mis à disposition le 23 octobre 1918, laissant sa position inchangée. Le 2 janvier 1919, il prend sa retraite et reçoit simultanément le statut de général d'infanterie.

### Famille
Engelbrechten épouse Klara Sieg (née en 1875) à Siegsruh près d'Unisław en 1892. Le mariage a trois enfants:
- Georg Julius Karl Maximilien (né en 1894)
- Klara Sophie Elise (né en 1896)
- Julius Karl Hermann (de) (né en 1900), personnalité national-socialiste et publiciste allemand

## Récompenses
- Chevalier de 3e classe de l'ordre de la Couronne[2]
- Chevalier de Justice de l'ordre de Saint-Jean
- Croix du service prussien
- Ordre de la Maison de Lippe de 3e classe
- Croix de fer (1914) de 2e et 1re classe
- Commandant de l'ordre de Hohenzollern avec des épées le 11 mai 1918
- Pour le Mérite le 8 juillet 1918